# Stanhopea
Stanhopea är ett släkte av enhjärtbladiga blomväxter som ingår i familjen orkidéer.
Arterna förekommer ursprunglig i Central- och Sydamerika från Mexiko till Brasilien. De växer vanligen som epifyter på träd i fuktiga bergsskogar. Ett fåtal arter påträffas i områden med klapperstenar

## Bildgalleri

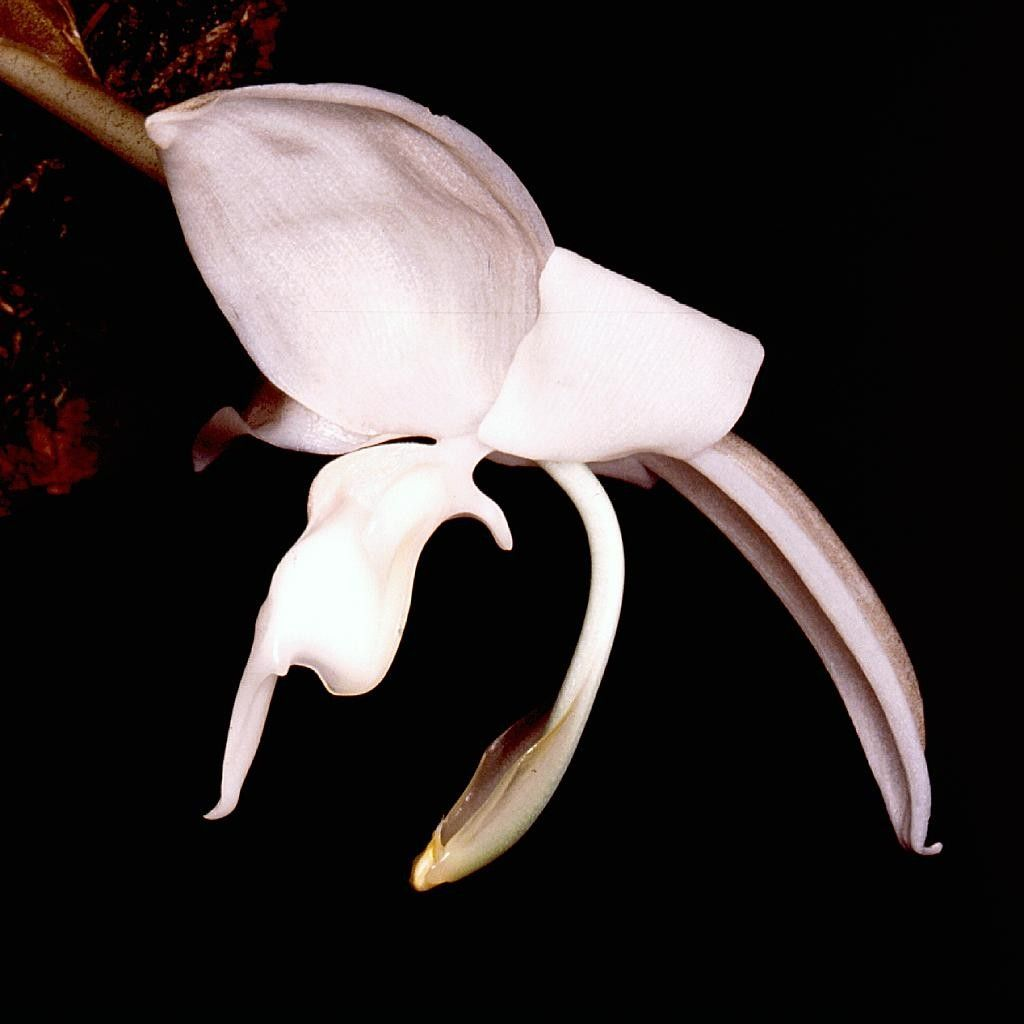
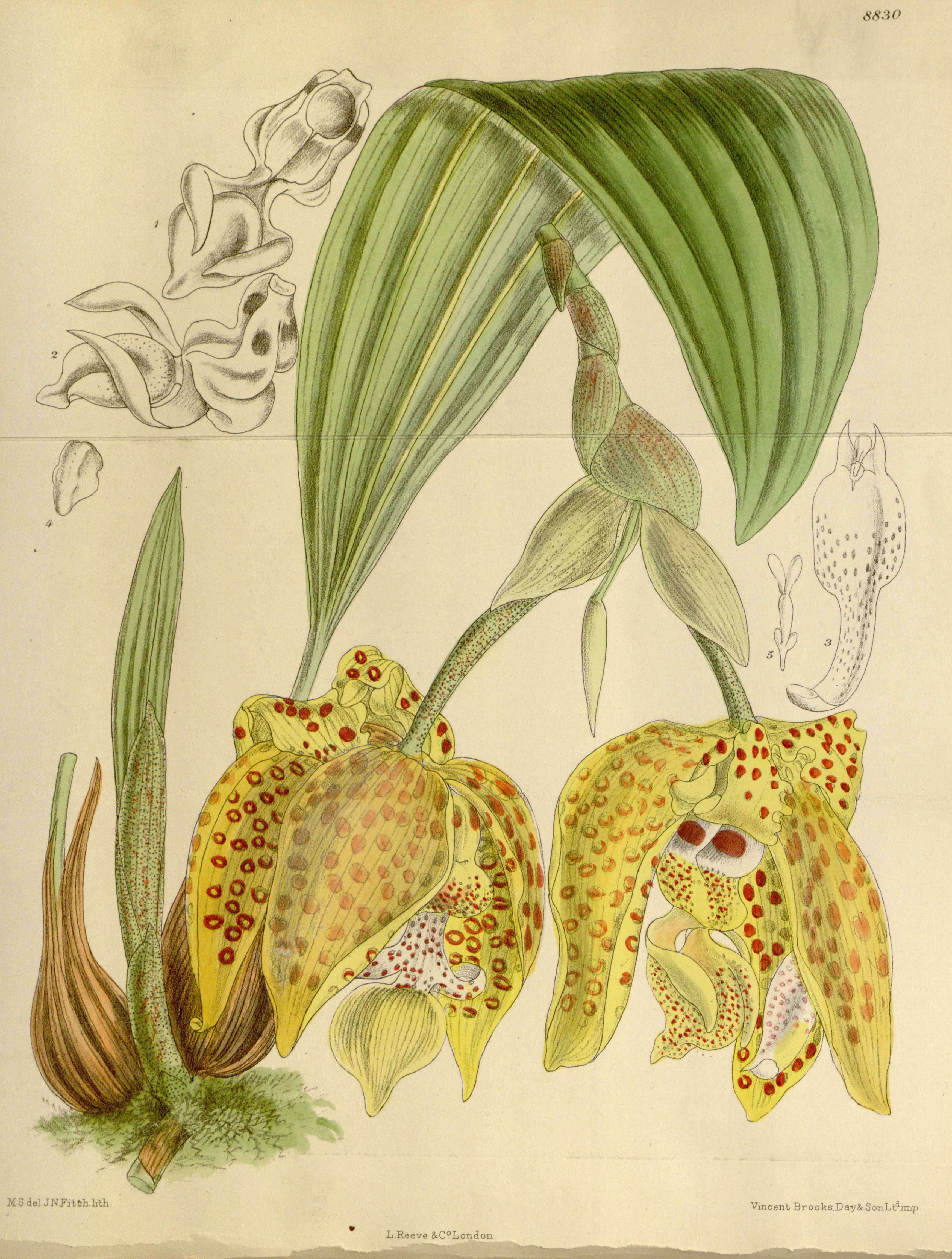
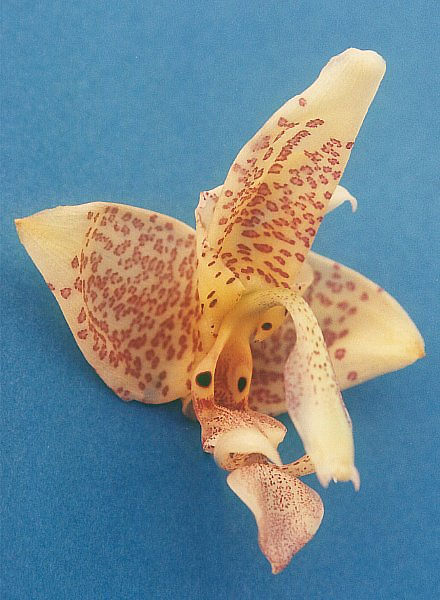
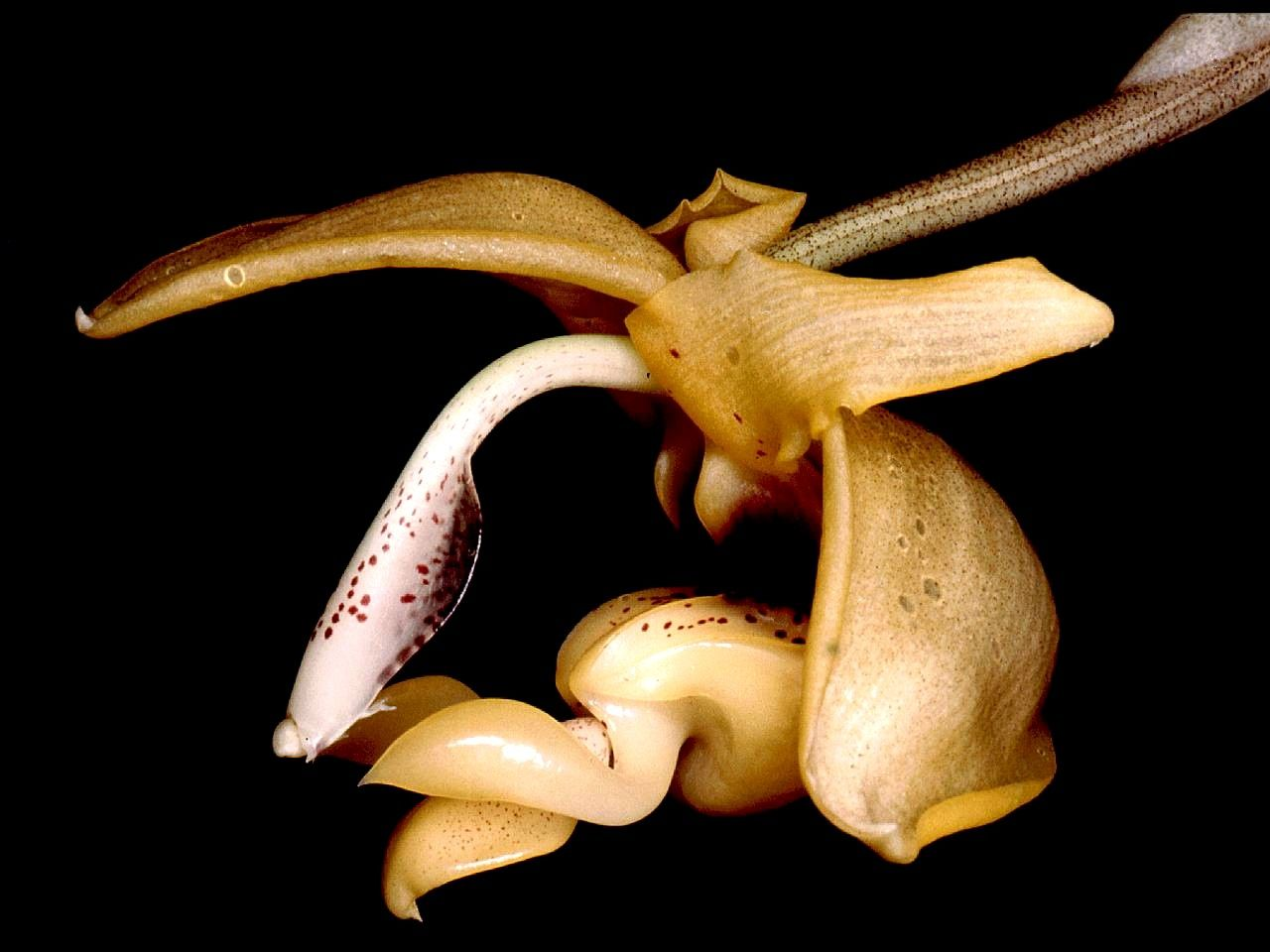
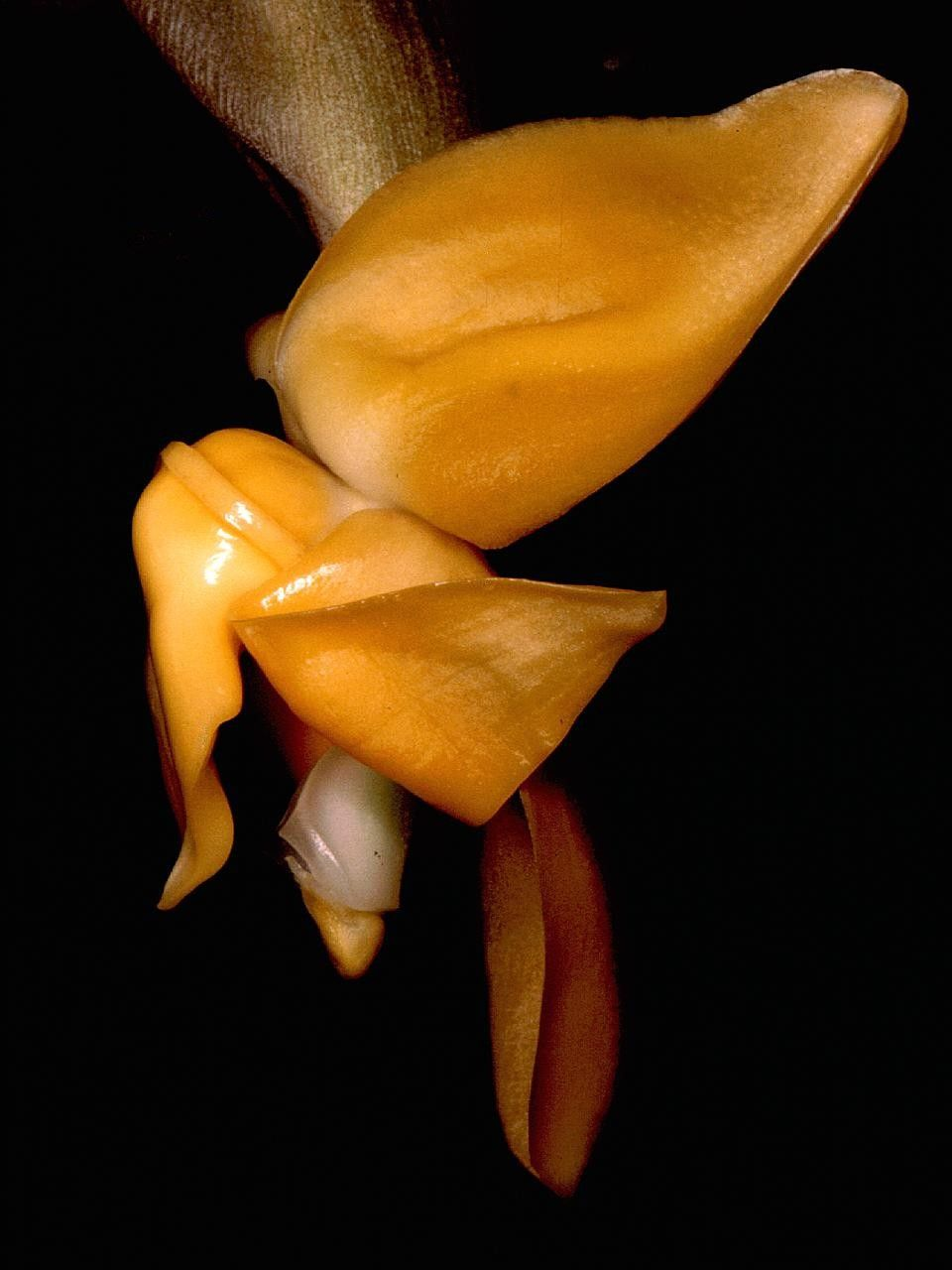
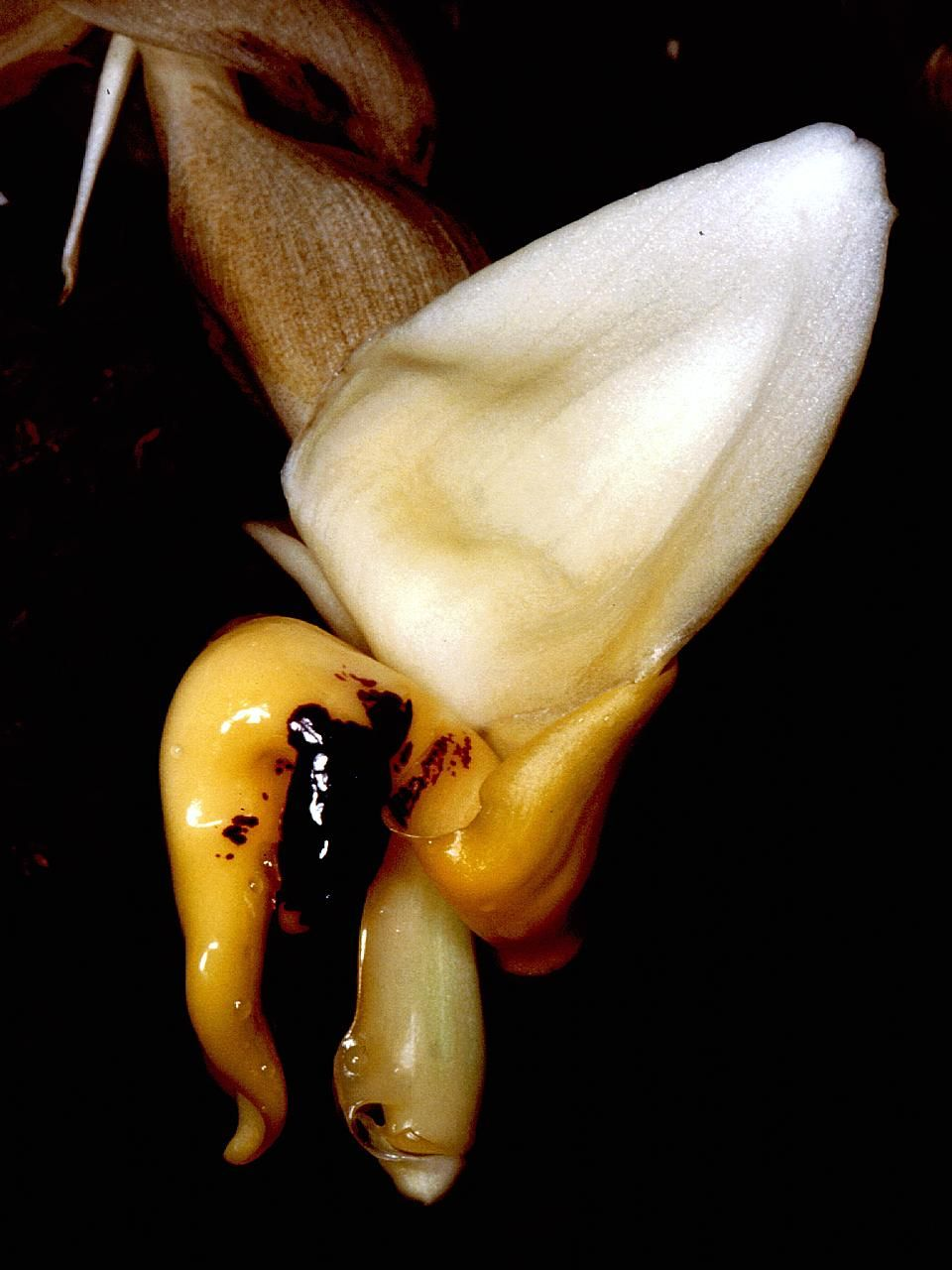

## Dottertaxa tillStanhopea, i alfabetisk ordning[1]
- Stanhopea anfracta
- Stanhopea annulata
- Stanhopea avicula
- Stanhopea bueraremensis
- Stanhopea candida
- Stanhopea cirrhata
- Stanhopea confusa
- Stanhopea connata
- Stanhopea costaricensis
- Stanhopea deltoidea
- Stanhopea dodsoniana
- Stanhopea ecornuta
- Stanhopea embreei
- Stanhopea florida
- Stanhopea fowlieana
- Stanhopea frymirei
- Stanhopea gibbosa
- Stanhopea grandiflora
- Stanhopea graveolens
- Stanhopea greeri
- Stanhopea guttulata
- Stanhopea haseloffiana
- Stanhopea hernandezii
- Stanhopea herrenhusana
- Stanhopea horichiana
- Stanhopea insignis
- Stanhopea intermedia
- Stanhopea jenischiana
- Stanhopea lewisae
- Stanhopea lietzei
- Stanhopea maculosa
- Stanhopea madouxiana
- Stanhopea maduroi
- Stanhopea manriquei
- Stanhopea marizana
- Stanhopea martiana
- Stanhopea moliana
- Stanhopea napoensis
- Stanhopea naurayi
- Stanhopea nicaraguensis
- Stanhopea nigripes
- Stanhopea novogaliciana
- Stanhopea oculata
- Stanhopea ospinae
- Stanhopea panamensis
- Stanhopea peruviana
- Stanhopea platyceras
- Stanhopea posadae
- Stanhopea pozoi
- Stanhopea pseudoradiosa
- Stanhopea pulla
- Stanhopea quadricornis
- Stanhopea radiosa
- Stanhopea reichenbachiana
- Stanhopea ruckeri
- Stanhopea saccata
- Stanhopea schilleriana
- Stanhopea shuttleworthii
- Stanhopea stevensonii
- Stanhopea thienii
- Stanhopea tigrina
- Stanhopea tolimensis
- Stanhopea tricornis
- Stanhopea wardii
- Stanhopea warszewicziana
- Stanhopea whittenii
- Stanhopea xytriophora